# Eo biển Florida

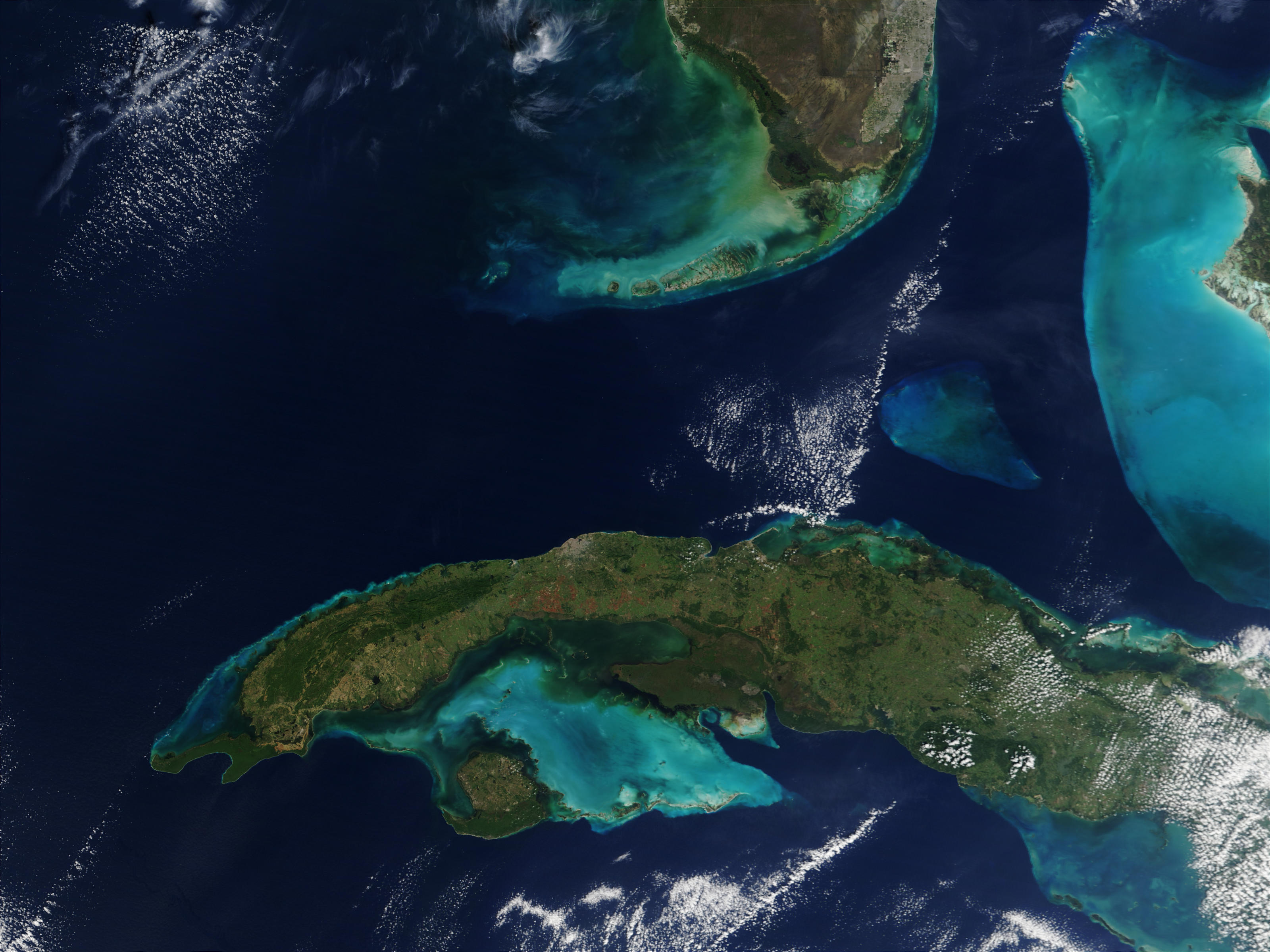
Eo biển Florida có hình chữ L, nằm giữa đông nam tiểu bang Florida, Bahamas, Florida Keys và Cuba.

Eo biển Florida là một eo biển nằm giữa Hoa Kỳ và đảo quốc Cuba. Eo biển nằm ở cực đông nam đại lục Hoa Kỳ, nối vịnh Mexico với Đại Tây Dương. Eo biển dài khoảng 180 km từ Florida Keys ở phía bắc đến Cuba và Bahamas ở phía nam và đông nam. Người đầu tiên ghi nhận về eo biển này là nhà thám hiểm người Tây Ban Nha Juan Ponce de León vào năm 1513.